# Second Division 1993-1994
La Football League Second Division 1993-1994 è stato il 67º campionato inglese di calcio di terza divisione, nonché il secondo con la denominazione di Second Division.

## Squadre partecipanti
| Squadra                | Città                           | Stadio              | Stagione precedente                                     |
| ---------------------- | ------------------------------- | ------------------- | ------------------------------------------------------- |
| Barnet                 | Londra (High Barnet)            | Underhill Stadium   | 3º posto in Football League Third Division, promosso    |
| Blackpool              | Blackpool                       | Bloomfield Road     | 18º posto in Football League Second Division            |
| Bournemouth            | Bournemouth                     | Dean Court          | 17º posto in Football League Second Division            |
| Bradford City          | Bradford                        | Valley Parade       | 10º posto in Football League Second Division            |
| Brentford              | Londra (Hounslow)               | Griffin Park        | 22º posto in Football League First Division, retrocesso |
| Brighton & Hove Albion | Brighton                        | Goldstone Ground    | 9º posto in Football League Second Division             |
| Bristol Rovers         | Bristol                         | Twerton Park (Bath) | 24º posto in Football League First Division, retrocesso |
| Burnley                | Burnley                         | Turf Moor           | 13º posto in Football League Second Division            |
| Cambridge United       | Cambridge                       | Abbey Stadium       | 23º posto in Football League First Division, retrocesso |
| Cardiff City           | Cardiff                         | Ninian Park         | 1º posto in Football League Third Division, promosso    |
| Exeter City            | Exeter                          | St James Park       | 19º posto in Football League Second Division            |
| Fulham                 | Londra (Hammersmith and Fulham) | Craven Cottage      | 12º posto in Football League Second Division            |
| Hartlepool United      | Hartlepool                      | Victoria Park       | 16º posto in Football League Second Division            |
| Huddersfield Town      | Huddersfield                    | Leeds Road          | 15º posto in Football League Second Division            |
| Hull City              | Kingston upon Hull              | Boothferry Park     | 20º posto in Football League Second Division            |
| Leyton Orient          | Londra (Leyton)                 | Brisbane Road       | 7º posto in Football League Second Division             |
| Plymouth Argyle        | Plymouth                        | Home Park           | 14º posto in Football League Second Division            |
| Port Vale              | Stoke on Trent (Burslem)        | Vale Park           | 3º posto in Football League Second Division             |
| Reading                | Reading                         | Elm Park            | 8º posto in Football League Second Division             |
| Rotherham United       | Rotherham                       | Millmoor            | 11º posto in Football League Second Division            |
| Stockport County       | Stockport                       | Edgeley Park        | 6º posto in Football League Second Division             |
| Swansea City           | Swansea                         | Vetch Field         | 5º posto in Football League Second Division             |
| Wrexham                | Wrexham                         | Racecourse Ground   | 2º posto in Football League Third Division, promosso    |
| York City              | York                            | Bootham Crescent    | 4º posto in Football League Third Division, promosso    |

## Classifica finale
|  | Pos. | Squadra           | Pt | G  | V  | N  | P  | GF | GS | DR  |
|  | ---- | ----------------- | -- | -- | -- | -- | -- | -- | -- | --- |
|  | 1    | Reading           | 89 | 46 | 26 | 11 | 9  | 81 | 44 | +37 |
|  | 2    | Port Vale         | 88 | 46 | 26 | 10 | 10 | 79 | 46 | +33 |
|  | 3    | Plymouth          | 85 | 46 | 25 | 10 | 11 | 88 | 56 | +32 |
|  | 4    | Stockport County  | 85 | 46 | 24 | 13 | 9  | 74 | 44 | +30 |
|  | 5    | York City         | 75 | 46 | 21 | 12 | 13 | 64 | 40 | +24 |
|  | 6    | Burnley           | 73 | 46 | 21 | 10 | 15 | 79 | 58 | +21 |
|  | 7    | Bradford City     | 70 | 46 | 19 | 13 | 14 | 61 | 53 | +8  |
|  | 8    | Bristol Rovers    | 70 | 46 | 20 | 10 | 16 | 60 | 59 | +1  |
|  | 9    | Hull City         | 68 | 46 | 18 | 14 | 14 | 62 | 54 | +8  |
|  | 10   | Cambridge Utd     | 66 | 46 | 19 | 9  | 18 | 79 | 73 | +6  |
|  | 11   | Huddersfield Town | 65 | 46 | 17 | 14 | 15 | 58 | 61 | -3  |
|  | 12   | Wrexham           | 62 | 46 | 17 | 11 | 18 | 66 | 77 | -11 |
|  | 13   | Swansea City      | 60 | 46 | 16 | 12 | 18 | 56 | 58 | -2  |
|  | 14   | Brighton          | 59 | 46 | 15 | 14 | 17 | 60 | 67 | -7  |
|  | 15   | Rotherham Utd     | 58 | 46 | 15 | 13 | 18 | 63 | 60 | +3  |
|  | 16   | Brentford         | 58 | 46 | 13 | 19 | 14 | 57 | 55 | +2  |
|  | 17   | Bournemouth       | 57 | 46 | 14 | 15 | 17 | 51 | 59 | -8  |
|  | 18   | Leyton Orient     | 56 | 46 | 14 | 14 | 18 | 57 | 71 | -14 |
|  | 19   | Cardiff City      | 54 | 46 | 13 | 15 | 18 | 66 | 79 | -13 |
|  | 20   | Blackpool         | 53 | 46 | 16 | 5  | 25 | 63 | 75 | -12 |
|  | 21   | Fulham            | 52 | 46 | 14 | 10 | 22 | 50 | 63 | -13 |
|  | 22   | Exeter City       | 45 | 46 | 11 | 12 | 23 | 52 | 83 | -31 |
|  | 23   | Hartlepool Utd    | 36 | 46 | 9  | 9  | 28 | 41 | 87 | -46 |
|  | 24   | Barnet            | 28 | 46 | 5  | 13 | 28 | 41 | 86 | -45 |

Legenda:
      Promosso in Football League First Division 1994-1995.
  Ammesso ai play-off.
      Retrocesso in Football League Third Division 1994-1995.
Regolamento:
Tre punti a vittoria, uno a pareggio, zero a sconfitta.
In caso di arrivo di due o più squadre a pari punti, la graduatoria verrà stilata secondo i seguenti criteri:
- maggior numero di gol segnati
- differenza reti

## Spareggi

### Play-off

#### Tabellone
|  | Semifinali | Semifinali       | Semifinali | Semifinali | Semifinali |  |  | Finale           | Finale           | Finale |  |
|  |            |                  |            |            |            |  |  |                  |                  |        |  |
|  | 6          | Burnley          | 0          | 3          | 3          |  |  |                  |                  |        |  |
|  | 3          | Plymouth         | 0          | 1          | 1          |  |  | Stockport County | Stockport County | 1      |  |
|  | 5          | York City        | 0          | 0          | 0          |  |  | Burnley          | Burnley          | 2      |  |
|  | 4          | Stockport County | 0          | 1          | 1          |  |  |                  |                  |        |  |

#### Semifinali
|                  | Risultati |                  | Luogo e data              |
| ---------------- | --------- | ---------------- | ------------------------- |
| Burnley          | 0-0       | Plymouth Argyle  | Burnley, 15 maggio 1994   |
| Plymouth Argyle  | 1-3       | Burnley          | Plymouth, 18 maggio 1994  |
|                  |           |                  |                           |
| York City        | 0-0       | Stockport County | York, 15 maggio 1994      |
| Stockport County | 1-0       | York City        | Stockport, 18 maggio 1994 |
|                  |           |                  |                           |

#### Finale
|                  | Risultati |         | Luogo e data                             |
| ---------------- | --------- | ------- | ---------------------------------------- |
| Stockport County | 1-2       | Burnley | Londra (Wembley Stadium), 29 maggio 1994 |
|                  |           |         |                                          |